# Diga della Darbola
La diga della Darbola è una diga a gravità situata in Svizzera, nel Canton Grigioni, nel comune di Lostallo.

## Descrizione
Ha un'altezza di 22 metri e il coronamento è lungo 120 metri. Il volume della diga è di 13.000 metri cubi.
La stessa si raggiunge da Lostallo in 3 ore di cammino.
Il lago creato dallo sbarramento artificiale, il lago della Darbola ha un volume massimo di 0.11 milioni di metri cubi, una lunghezza di 200 metri e un'altitudine massima di 1152 m s.l.m. Lo sfioratore ha una capacità di 200 metri cubi al secondo.
Le acque del lago vengono sfruttate dall'azienda Elettricità Industriale SA di Lostallo.
Fino a qualche anno fa era molto pescosa; ad oggi sono presenti pochissimi esemplari di pesci, prevalentemente trote fario.